# アナスタシア・コルニエンコ
アナスタシア・アレクセーエヴナ・コルニエンコ（ロシア語: Анастасия Алексеевна Корниенко, ラテン文字転写: Anastasia Alekseyevna Kornienko, 1992年9月9日 - ）は、ロシアの女子バレーボール選手。ロシア代表。

## 来歴

### クラブチーム
2011年、Dinamo Metarに入団。2013年、Omickaへ移籍し2013/14シーズンのロシアスーパーリーグで3位、欧州チャンピオンズリーグに出場した。2015年8月、フランスのLe Cannet Volley Ballへ移籍し、1年間プレーした。2017/18シーズンはスイスのヴォレロ・チューリッヒへ移籍し、スイスリーグ、スイスカップで優勝を果たした。2018年に発足したフランスのヴォレロ・ル・カネへ加入し、3年間プレーした。2021年7月、ハンガリーのBékéscsabai Röplabda SEへ移籍し、2021/22シーズンのハンガリーリーグで準優勝した。2022年、ウラロチカ・エカテリンブルクへ移籍し2年間プレーした。2024年、再びヴォレロ・ル・カネへ加入した。

### 代表チーム
アンダーカテゴリーの代表として2009年、U-18欧州選手権に出場した。2010年、U-20欧州選手権に出場した。

## 所属クラブ
- Dinamo Metar（2011-2012年）
- Omichka（2013-2015年）
- Le Cannet Volley Ball（2015-2016年）
- Volley Köniz（2016-2017年）
- ヴォレロ・チューリッヒ（2017-2018年）
- ヴォレロ・ル・カネ（2018-2021年）
- Békéscsabai Röplabda SE（2021-2022年）
- Uralochka-NTMK（2022-2024年）
- ヴォレロ・ル・カネ（2024年-）